# Dobsonia beauforti
Dobsonia beauforti is een vleermuis uit het geslacht Dobsonia die voorkomt op een aantal eilanden ten noordwesten van Nieuw-Guinea (Batanta, Biak-Supiori, Gebe, Owi, Salawati en Waigeo). Het is een nauwe verwant van D. viridis. Na D. minor is het de kleinste Dobsonia. Hij is te herkennen aan zijn geelgroene kleur (veel andere soorten zijn grijsbruin). Er zijn duidelijke verschillen tussen mannetjes en vrouwtjes: mannetjes zijn groter, lichter gekleurd en minder behaard. Deze soort roest in grotten, soms samen met D. magna. Waarschijnlijk worden jongen in de periode van september tot december geboren. Voor een aantal exemplaren uit Gebe bedraagt de kop-romplengte 120,6 tot 155 mm, de staartlengte 20,2 tot 28,0 mm, de voorarmlengte 105,5 tot 110,5 mm, de tibialengte 46,8 tot 50,9 mm, de oorlengte 22,9 tot 26,6 mm en het gewicht 116 tot 163 g.
Dobsonia anderseni · Dobsonia beauforti · Dobsonia chapmani · Dobsonia crenulata · Dobsonia emersa · Dobsonia exoleta · Dobsonia inermis · Dobsonia magna · Dobsonia minor · Dobsonia moluccensis · Dobsonia pannietensis · Dobsonia peronii · Dobsonia praedatrix · Dobsonia viridis